# Friedrich Ludwig Lindner
Friedrich Ludwig Lindner (* 23. Oktober 1772 in Mitau im polnischen Lehnsherzogtum Kurland; † 11. Mai 1845 in Stuttgart) war ein deutscher Journalist, Schriftsteller und Mediziner.

## Herkunft
Seine Eltern waren der Arzt Ehregott Friedrich Lindner (1733–1816) und dessen Ehefrau Henriette Marie Wirth (1744–1807).

## Leben
Er ließ sich nach Studium in Mitau und Jena und Aufenthalten in Würzburg, Göttingen und Berlin 1800 als Arzt in Wien nieder. 1802 führte er in Brünn die Pockenschutzimpfung ein, 1809 ging er als Mitarbeiter von Friedrich Justin Bertuch nach Weimar und lehrte an der Universität Jena bis 1814 als Professor der Philosophie.
Nachdem er wegen der Veröffentlichung von brisanten Geheimpapieren August von Kotzebues aus Weimar ausgewiesen worden war, erregte sein 1820 in Stuttgart pseudonym erschienenes und auf Initiative König Wilhelms I. von Württemberg entstandenes Manuskript aus Süddeutschland großes Aufsehen. Es forderte eine weitere Mediatisierung der kleinen Länder in Deutschland auf die vier Mittelstaaten Bayern, Sachsen, Hannover und Württemberg, die als Drittes Deutschland gemeinsam ein Gegengewicht zu den Großmächten Preußen und Österreich bilden sollten.
Das Erscheinen der Geheimen Papiere 1824, deren Verfasserschaft ihm trotz einiger Zweifel zugeschrieben wurde, führte zu Lindners Vertreibung aus Stuttgart. Er kam über Augsburg nach München, wo er – seit 1828 zusammen mit Heinrich Heine – die Politischen Annalen redigierte.
Lindner war ein Gegner des preußischen Staatsphilosophen Hegel und versuchte, diesen beim Wort zu nehmen und ihn in seinem Drama Der absolute Stiefel mit seinen eigenen Waffen zu schlagen.
Er gab auch verschiedene Werke zur Länder- und Völkerkunde heraus.

## Familie
Er heiratete im Jahr 1810 die Elsässerin Elisabeth, genannt Elise, geb. Reiffinger (* 1789 Hüningen; † 17. Juni 1864 in Stuttgart), Tochter des Georg Reiffinger, die in erster Ehe mit einem französischen Armenpfleger verheiratet und bereits verwitwet war.

## Werke (Auswahl)
- Manuscript aus Süd-Deutschland. Herausgegeben von George Erichson. London, bei James Griphi 1820. (236 Seiten) Digitalisat. Zweite Auflage, 1821. (276 Seiten) Digitalisat.
- Geheime Papiere. Stuttgart, Friedrich Franckh, 1824
- Neue allgemeine politische Annalen ab Band 26, 1828,  mit Heinrich Heine. Digitalisat.
- Oesterreichs Stellung im Zeitalter Franz des Ersten. Stuttgart 1835
- Der von Hegel’scher Philosophie durchdrungene Schuster-Geselle oder der absolute Stiefel. Drama in zwei Auftritten. Stuttgart 1844
- The absolute boot: or, The journeyman cobbler steeped in Hegel's philosophy. Translated and with an introduction and notes by Lawrence S. Stepelevich. North Syracuse, N.Y.: Gegensatz Press, 2008.

## Nachweise
1. ↑  Eingeschrieben als „Frider. Ludov. Lindner“ am 7. September 1791 (Matrikel der Universität Jena 1764‒1801, S. 112v).
2. ↑  Eingeschrieben als „Fr. L. Lindner“ am 29. Oktober 1796 (Die Matrikel der Georg-August-Universität zu Göttingen 1734–1837. Hildesheim 1937, S. 367).
3. ↑  Vgl. den Registerauszug aus der Sterbeurkunde bei FamilySearch (Web-Ressource, nach Anmeldung kostenfrei zugänglich).

| Personendaten    | Personendaten                                      |
| ---------------- | -------------------------------------------------- |
| NAME             | Lindner, Friedrich Ludwig                          |
| KURZBESCHREIBUNG | deutscher Journalist, Schriftsteller und Mediziner |
| GEBURTSDATUM     | 23. Oktober 1772                                   |
| GEBURTSORT       | Mitau                                              |
| STERBEDATUM      | 11. Mai 1845                                       |
| STERBEORT        | Stuttgart                                          |